# Maboroshi
"Maboroshi" (幻, lit.  "Ilusão") é o terceiro single do artista nipo-americano Joe Inoue. O single ficou no Oricon Weekly Singles Charts por 1 semana e atingiu um pico de 156. A faixa-título foi usado como uma canção tema para o Uchikuru!?. Tanto a faixa-título quanto "Party Night (Odoritari Night)" são apresentadas no Me! Me! Me!.

## Faixas
1. "Maboroshi" (幻, lit.  "Ilusão") – 4:49;
2. "P.J. Anthem" – 2:31;
3. "Party Night" (PARTY NIGHT～踊り足りNight～, lit.  "Party Night (Not Enough Dancing)") – 2:46.